# Pro Sport Berlin 24
La Pro Sport Berlin 24 e.V. è una società polisportiva di Berlino. Al suo interno sono presenti squadre dei seguenti sport:
- football americano
- badminton
- pallacanestro
- beach volley
- tiro con l'arco
- pugilato
- cheerleading
- fistball/prellball
- calcio
- ginnastica
- pallamano
- ju jitsu
- judo
- canoa/kayak
- karate
- atletica leggera
- canottaggio
- nuoto
- vela
- shotokan
- danza sportiva
- subacquea
- tennis
- tennistavolo
- ultimate frisbee
- pallavolo.

## Storia
La società fu fondata nel settembre 1924 col nome di "Post SV Berlin", prima società sportiva delle poste di Germania.
Il Poststadion è il secondo più grande impianto sportivo a Berlino dopo l'Olympiastadion.
Ai Giochi olimpici del 1936 Willy Horn e Erich Hanisch vinsero la medaglia d'argento nel K2 10.000 m inseguimento.
Nel corso del 1928 a Grünau furono create rimesse per le canoe.
Dopo la divisione di Berlino, la Post SV nel 1952 si dovette limitare a Berlino Ovest, ma dopo la riunificazione vi si aggiunsero i membri della BSG Post.
Dal 1991 al 1999 la squadra di pallavolo maschile giocò in Ersten Bundesliga; successivamente la squadra fu ceduta all'Eintracht Innova Berlin.
Con più di 6.000 membri in 41 Abteilungen la Pro Sport è una delle più grandi società sportive di Berlino.
Dal momento che la Deutsche Post ha fermato il sostegno finanziario alla fine del 2002, il club è stato rinominato in Pro Sport Berlino 24 il 1º gennaio 2005. La sezione di rugby del club ha fondato nel 2003 una società indipendente, la RK 03 Berlino.
La squadra di football americano femminile, le Berlin Kobra Ladies, è la squadra più titolata tuttora in attività in Damenbundesliga.